# Joel Turner
Joel H. Turner (* um 1820; † 1888) war ein US-amerikanischer Politiker. Von 1868 bis 1870 war er Bürgermeister der Stadt Los Angeles in Kalifornien.

## Werdegang
Über die Jugend und Schulausbildung von Joel Turner ist nichts überliefert. Auch über seinen Werdegang jenseits der Politik gibt es in den Quellen keine Angaben. Sicher ist nur, dass er zumindest für einige Zeit in Los Angeles lebte und der Demokratischen Partei angehörte.
Im Jahr 1868 wurde er zum Bürgermeister von Los Angeles gewählt. Dieses Amt bekleidete er nach einer Wiederwahl zwischen dem 9. Dezember 1868 und dem 9. Dezember 1870. Damals hatte die Stadt etwa 5600 Einwohner. Dabei gab es die beachtliche Zahl von 110 Saloons. Damals wurde auch die erste High School der Stadt gegründet und der Bildungsausschuss reformiert. Turners Amtszeit als Bürgermeister wurde im Jahr 1870 von kriminellen Aktivitäten überschattet. Damals wurden Turner sowie acht aktuelle und zwei ehemalige Stadträte angeklagt. Turner wurde dann auch verurteilt. Welche Strafe er erhielt, ist in der Quelle nicht angegeben. Politisch ist er nach 1870 nicht mehr in Erscheinung getreten. Er starb im Jahr 1888.